# جوهان هيررون
جوهان هيررون (بالإنجليزية: John Herron)‏ (1 فبراير 1994 في المملكة المتحدة - ) هو لاعب كرة قدم بريطاني في مركز الوسط. شارك مع منتخب اسكتلندا تحت 16 سنة لكرة القدم ومنتخب اسكتلندا تحت 17 سنة لكرة القدم ومنتخب اسكتلندا تحت 19 سنة لكرة القدم ومنتخب اسكتلندا تحت 20 سنة لكرة القدم ومنتخب اسكتلندا تحت 21 سنة لكرة القدم. أما مع النوادي، فقد لعب مع نادي بلاكبول ونادي سلتيك ونادي كاودينبيث لكرة القدم.

## وصلات خارجية
- جوهان هيررون على موقع الاتحاد الأوربي (الإنجليزية)
- جوهان هيررون على موقع قاعدة بيانات كرة القدم.إي يو (الإنجليزية)
- جوهان هيررون على موقع Soccerbase.com (لاعب) (الإنجليزية)
- جوهان هيررون على موقع Soccerway.com (الإنجليزية)
- جوهان هيررون على موقع AS.com (الإسبانية)